# Bilbil andamański
Bilbil andamański (Microtarsus fuscoflavescens) – gatunek małego azjatyckiego ptaka z rodziny bilbili (Pycnonotidae).
Systematyka
Gatunek ten opisał w 1873 roku Allan Octavian Hume, nadając mu nazwę Brachypodius fuscoflavescens. Później takson ten był traktowany jako podgatunek Microtarsus melanocephalos (wówczas znanego pod nazwą Pycnonotus atriceps), ale w pierwszej dekadzie XXI wieku został ponownie wyodrębniony jako osobny gatunek. Część autorów umieszcza go w rodzaju Microtarsus, ale Międzynarodowy Komitet Ornitologiczny (IOC) zalicza go do Brachypodius. Jest to gatunek monotypowy.
Występowanie
Ptak ten występuje na Andamanach, których jest endemitem; zasiedla miejscowe lasy, obrzeża lasów i gęstą dżunglę.
Morfologia
Bilbil andamański z wyglądu przypomina bilbila czarnogłowego (Microtarsus melanocephalos), odznacza się jednak bardziej oliwkową barwą upierzenia głowy. Mierzy 14–17 cm długości.
Status
W Czerwonej księdze gatunków zagrożonych IUCN bilbil andamański klasyfikowany jest jako gatunek najmniejszej troski (LC – Least Concern). Liczebność populacji szacuje się na 2500–9999 dorosłych osobników, zaś jej trend oceniany jest jako spadkowy ze względu na utratę i degradację siedlisk.